# St. Vitus (Mettenbach)

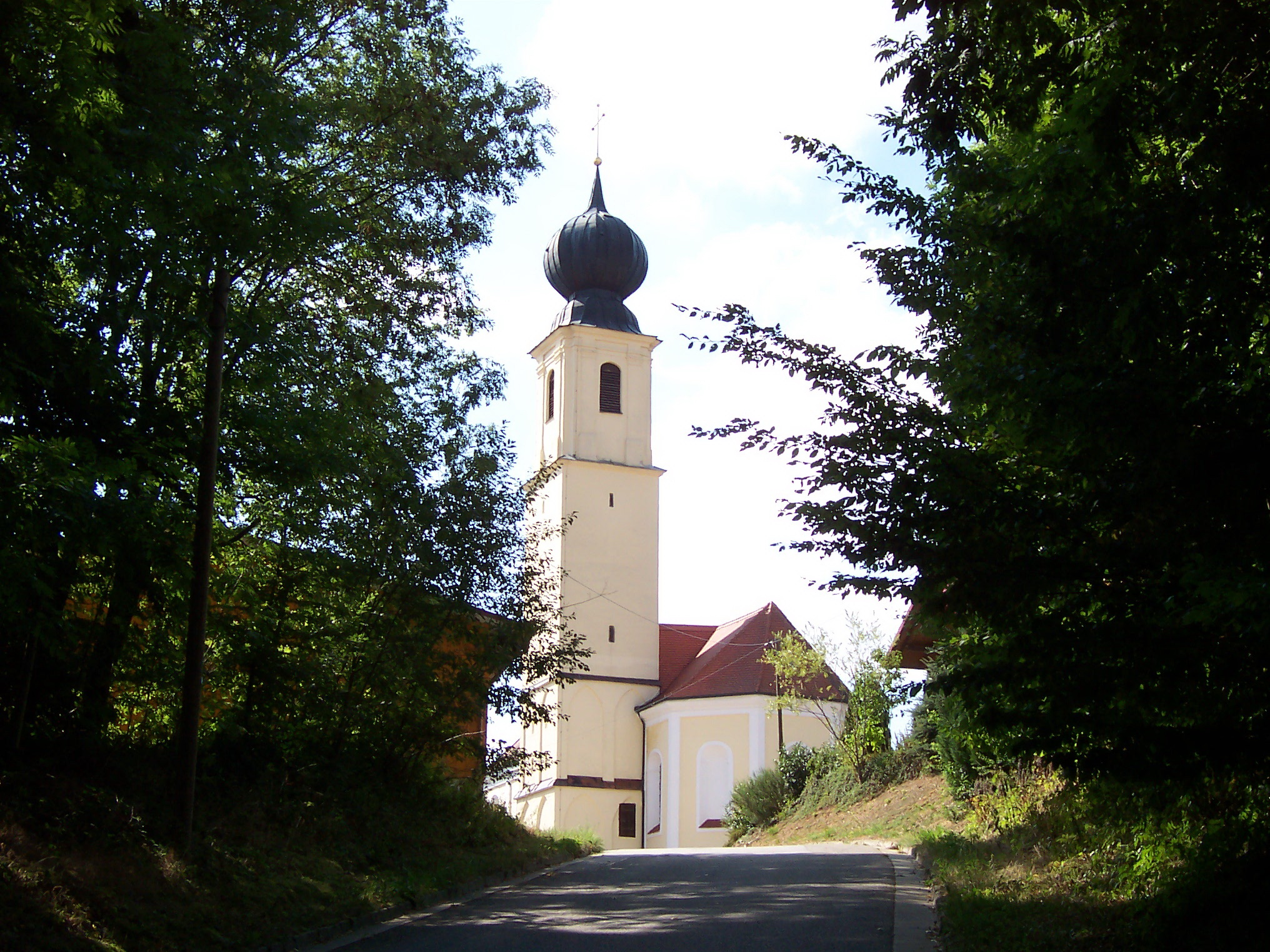
Außenansicht der Nebenkirche St. Vitus von Osten

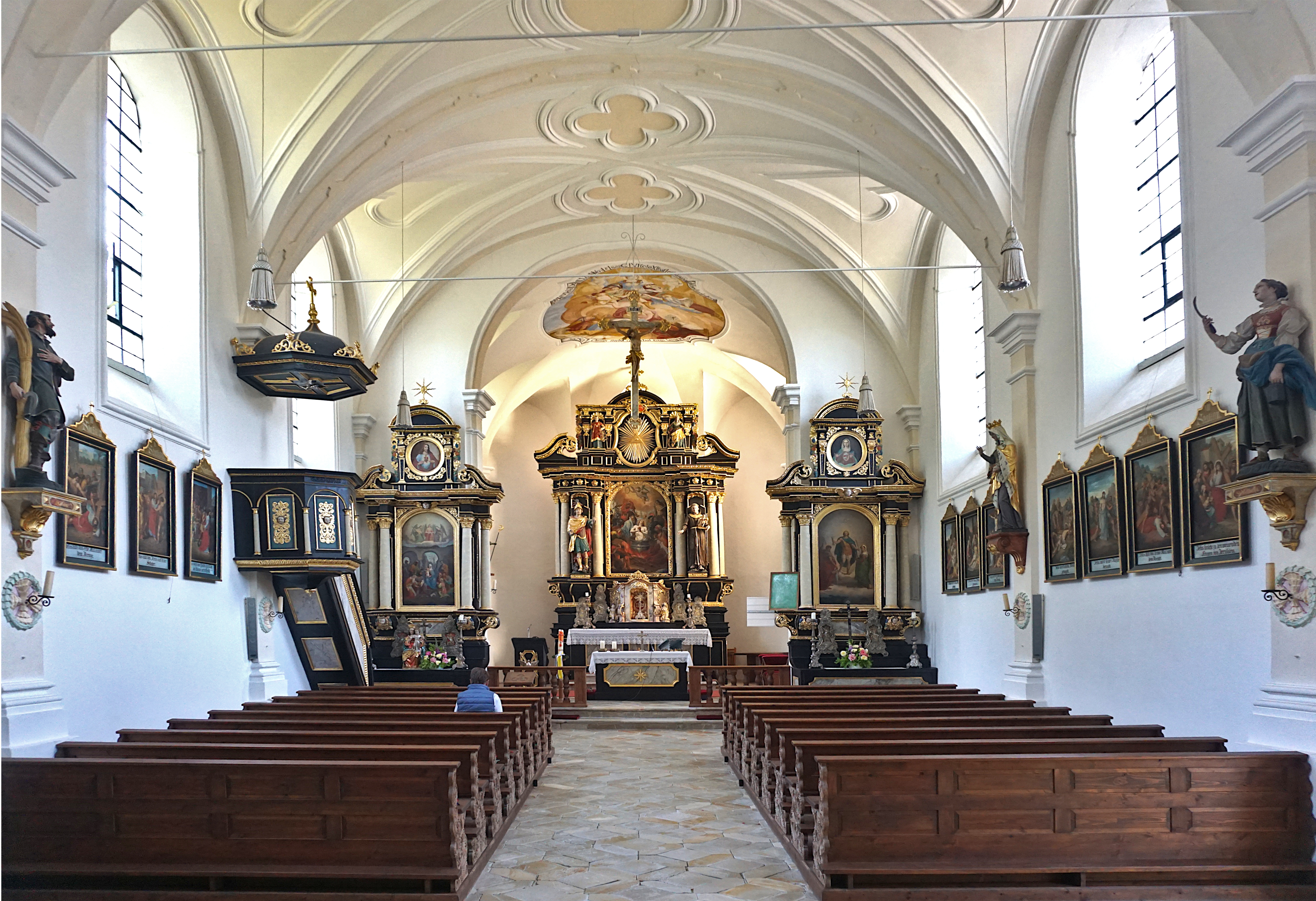
Innenansicht der Nebenkirche St. Vitus

Die römisch-katholische Nebenkirche St. Vitus (auch St. Veit) ist ein barocker Saalbau auf dem Veitsberg (458 m ü. NN) nahe Mettenbach, einem Ortsteil der Marktgemeinde Essenbach im niederbayerischen Landkreis Landshut. Das Gotteshaus wurde zwischen 1680 und 1700 anstelle eines spätgotischen Vorgängerbaus aus dem 15. Jahrhundert errichtet. Das dem heiligen Vitus (Gedenktag: 15. Juni) geweihte Gotteshaus ist als Baudenkmal mit der Nummer D-2-74-128-22 beim Bayerischen Landesamt für Denkmalpflege eingetragen.

## Geschichte
St. Veit bei Mettenbach wird erstmals in einer Urkunde des Stifts Obermünster von 1442 erwähnt. Auch in der bairischen Landbeschreibung des Philipp Apian aus dem 16. Jahrhundert taucht die Kirche als „St. Viti Gottshaus aufm Perq ob Metenpach“ auf. Von dem spätgotischen Vorgängerbau aus dem 15. Jahrhundert ist lediglich der Unterbau des Chorflankenturms erhalten. Dieser ist durch stiltypische Spitzbogenblenden gegliedert. In der Sakristei, die im Turmerdgeschoss untergebracht ist, hat sich ein spätgotisches Netzgewölbe erhalten.
Zwischen 1680 und 1700 wurde die Veitskirche unter der Leitung von Maurermeister Hans Widtmann und Zimmermeister Simon Hunglinger, beide aus Pfeffenhausen, barockisiert. Das benötigte Baumaterial wurde von den Mettenbacher Pfarrangehörigen und den Kindern der umliegenden Gemeinden aus einem weiten Umkreis herangeschafft. Im Zuge der Bauarbeiten wurden der alte Chor und das alte Langhaus niedergelegt und in vergrößerter Form wieder aufgebaut. Um 1740 wurde der Turm zur Verstärkung ummantelt und erhielt einen achteckigen, barocken Oberbau mit Zwiebelkuppel.
In früherer Zeit war der Veitsberg ein beliebtes Wallfahrtsziel. Besonders das Patrozinium wurde am 15. Juni mit einem festlichen Gottesdienst, der von bis zu acht Priestern zelebriert wurde, und einem zweitägigen Markt gefeiert, bei dem bis zu 60 Händler ihre Waren feilboten. Noch im Jahr 1861 kamen rund 10.000 Besucher zu den Feierlichkeiten auf dem Veitsberg, bevor der Markt 1912 wegen Heuarbeiten abgeschafft wurde.
Bis zur Säkularisation war die Veitskirche wie die Pfarrei Mettenbach im Besitz des Stifts Obermünster in Regensburg. Im Jahr 1804 sollte sie auf Befehl der Churfürstlichen Administration, einer staatlichen Verwaltungsbehörde, abgebrochen werden. Durch den Widerstand der Gemeinde Mettenbach und ihrer Bürger, des Pfarrers und vor allem der Jahrmarkthändler konnte dies verhindert werden.
Im Jahr 1913 wurde von dem Mettenbacher Pfarrer Johann Kronschnabl in der Veitskirche eine Bruderschaft vom kostbaren Blut Jesu Christi errichtet. Bis heute wird am ersten Sonntag im Juli das Bruderschaftsfest in der Veitskirche begangen.
Nach einer Kirchenrenovierung in den Jahren 1864/65 wurde der Bau in der zweiten Hälfte des 20. Jahrhunderts im Verlaufe von insgesamt 25 Jahren vollständig restauriert. Die Arbeiten begannen mit der Instandsetzung der Rokoko-Orgel durch die Kaufbeurer Firma Orgelbau Schmid im Jahr 1961. In der Folgezeit wurden das Kirchendach und Turmdach erneuert, der Bau neu verputzt und die Ausstattung in ihren ursprünglich Zustand zurückversetzt. Am Patroziniumstag, dem 15. Juni 1986, konnte der Bau von Weihbischof Vinzenz Guggenberger neu geweiht werden.
Zwischen 2014 und 2016 erfolgte eine neuerliche Außenrenovierung. Dabei wurden vor allem der Turm samt der Zwiebelkuppel und die Mauern des Kirchenschiffs instand gesetzt. Die Zeit der Bauarbeiten wurde am 16. Mai 2016 mit einem feierlichen Gottesdienst abgeschlossen, der von Domkapitular Thomas Pinzer zelebriert wurde.

## Architektur

### Außenbau
Die Veitskirche zu Mettenbach, ein nach Osten ausgerichteter Saalbau mit einheitlicher Lisenengliederung, umfasst ein vierachsiges Langhaus und einen leicht eingezogenen Chor, der zwei Fensterachsen und einen Schluss in drei Achteckseiten umfasst. An den Chor ist südseitig ein Flankenturm mit spätgotischem viergeschossigem Unterbau angefügt. Die beiden unteren Geschosse sind durch Spitzbogenblenden gegliedert. Darauf erhebt sich ein bis auf Lichtschlitze ungegliederter Turmschaft, der mittels eines Gesimses in den barocken, achteckigen Oberbau übergeht. Dieser ist durch Eckpilaster gegliedert, beherbergt den Glockenstuhl und weist allseitig rundbogig abgeschlossene Schallöffnungen auf. Den oberen Abschluss bildet eine stark eingeschnürte Zwiebelkuppel mit Turmkugel und Kreuz.

### Innenraum
Das Langhaus wird von einem Tonnengewölbe Stichen überspannt, das auf einfachen Pilastern und Gurtbögen ruht. Es wird von stuckgerahmten Feldern gegliedert. Zu beiden Seiten zweigen flache Stiche aus dem Hauptgewölbe ab. Der durch einen runden Chorbogen abgetrennte Altarraum wird ebenfalls von einer Stichkappentonne überwölbt, wobei die Pilaster hier verkröpfte Kapitelle aufweisen. Die Sakristei im Turmerdgeschoss weist ein spätgotisches Netzgewölbe mit birnstabförmigen Rippen auf, die auf gefasten Wandpfeilern mit einfachen Spitzkonsolen ruhen. Das Gewölbe weist spitze Schildbögen auf.

## Ausstattung

### Chorraum
Der Hochaltar aus der Zeit um 1680 besitzt einen Aufbau, der von vier Säulen und zwei seitlichen Halbsäulen getragen wird. Auf dem figurenreichen Altarblatt ist das Martyrium des heiligen Vitus dargestellt. Als Seitenfiguren fungieren die Heiligen Georg und Antonius von Padua. Der Tabernakel wurde 1784 mit geschliffenem Marmor und gutem Gold gefasst. Er wird von zwei Engelsfiguren flankiert, die 1914 von der Totenkapelle auf dem Friedhof in die Veitskirche übertragen wurden. An den Wänden des Altarraums sind die früheren Seitenaltarblätter (vor 1864/65) angebracht. Diese zeigen die Anbetung der Hirten sowie die Gruppe der Heiligen Florian, Sebastian und Barbara. Außerdem befinden sich im Presbyterium Figuren der Heiligen Nikolaus und Silvester. Das Deckengemälde von 1738/39 ist im Stil des frühen Rokoko ausgeführt. Es zeigt die Aufnahme des heiligen Vitus in den Himmel.

### Übrige Ausstattung
Die beiden Seitenaltäre, wie der Hochaltar in der Zeit um 1680 geschaffen, wurden um 1750 gefasst und 1864/65 mit neuen Altarblättern ausgestattet. Die Kanzel mit polygonalem Korpus und Ecksäulchen wurde bereits um 1660 von dem Landshuter Schreiner Hans Zier geschaffen. Bemerkenswert sind außerdem die gut erhaltenen Stuhlwangen mit Akanthusrankwerk aus der Zeit um 1700. Außerdem befinden sich in der Veitskirche Rokoko-Holzfiguren der Heiligen Isidor, Notburga, Sebastian und Florian nach der Art des Landshuter Bildhauers Christian Jorhan d. Ä. aus der Zeit zwischen 1780 und 1800. Diese wurden 1906/07 angeschafft und waren ursprünglich in der Filialkirche Wörnstorf bei Altfraunhofen untergebracht. Der Kreuzweg wurde im Zuge der Kirchenrenovierung 1864/65 angeschafft. Eine überlebensgroße, damals bereits rund 350 Jahre alte Pietà, wohl aus der Schule des Hans Leinberger, kam 1916 in die Veitskirche.

### Orgel

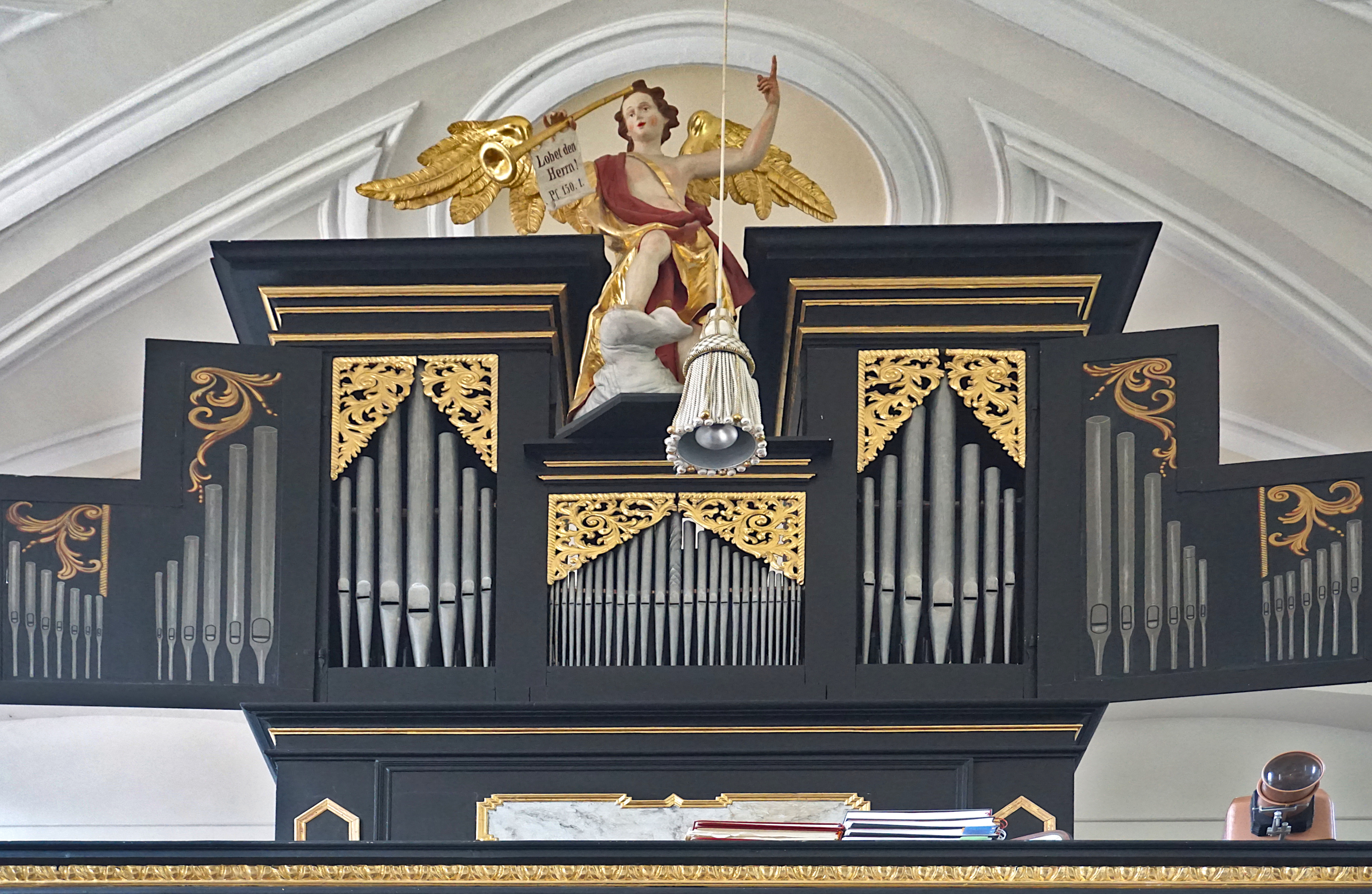
Die Orgel

Die Rokoko-Orgel der Veitskirche, eine Denkmalorgel mit barockem Prospekt, wurde im Jahr 1730 von Franz Mitterreither aus Landshut erbaut. Dabei handelt es sich um die einzige erhaltene Orgel ihrer Bauart. Das ursprünglich rein mechanische Schleifladeninstrument wurde 1961 von dem Orgelbauer Gerhard Schmid aus Kaufbeuren teilweise auf pneumatische Traktur umgebaut. Gleichzeitig wurden einige Register erneuert. Weitere Renovierungen erfolgten 1789 durch Johann Schweinacher aus Landshut, 1859 durch Johann Anton Breil aus Regensburg sowie 2005 durch Hubert Sandtner aus Dillingen. Es umfasst zehn Register auf einem Manual und fest angkoppeltem Pedal. Die Disposition lautet wie folgt:
| I Manual CDEFGA–c3 |       |
| Copel              | 8′    |
| Salicional         | 8′    |
| Principal          | 4′    |
| Flauto             | 4′    |
| Octav              | 2′    |
| Quinte             | 1 ⁄3′ |
| Superoctav         | 1′    |
| Cimbal II          | 1⁄2′  |

| Pedal CDEFGA–a |     |
| Subbaß         | 16′ |
| Octavbaß       | 8′  |

1. 1 2  1961 von Gerhard Schmid erneuert
2. ↑  1961 von Gerhard Schmid erneuert und auf pneumatische Traktur umgebaut

### Glocken
Die kleinste Glocke stammt laut Bezeichnung aus dem Jahr 1500. Sie besitzt einen Durchmesser von 64 Zentimetern und trägt in spätgotischen, lateinischen Kleinbuchstaben die Umschrift O König der Herrlichkeit, komm mit deinem Frieden. Die zweitgrößte Glocke mit einem Durchmesser von 70 Zentimeter trägt eine Inschrift in Renaissancebuchstaben und ist mit der Jahreszahl 1554 bezeichnet.